# Copa do Mundo de Futsal de 1996
A Copa do Mundo de Futsal da FIFA de 1996 foi disputado entre 24 de novembro e 8 de dezembro na Espanha. Foi a terceira edição da Copa do Mundo de Futsal sob a organização e chancela da FIFA.
O Brasil conquistou seu terceiro título, derrotando a anfitriã Espanha na final.

## Primeira fase

#### Grupo A
| Equipe    | J | V | E | D | GP | GC | SG  | P |
| --------- | - | - | - | - | -- | -- | --- | - |
| Espanha   | 3 | 3 | 0 | 0 | 18 | 3  | +15 | 9 |
| Ucrânia   | 3 | 2 | 0 | 1 | 22 | 9  | +13 | 6 |
| Egito     | 3 | 1 | 0 | 2 | 13 | 19 | -6  | 3 |
| Austrália | 3 | 0 | 0 | 3 | 4  | 26 | -22 | 0 |

#### Grupo B
| Equipe        | J | V | E | D | GP | GC | SG  | P |
| ------------- | - | - | - | - | -- | -- | --- | - |
| Países Baixos | 3 | 2 | 1 | 0 | 13 | 6  | +7  | 7 |
| Rússia        | 3 | 1 | 2 | 0 | 15 | 5  | +10 | 5 |
| Argentina     | 3 | 1 | 1 | 1 | 7  | 9  | -2  | 4 |
| China         | 3 | 0 | 0 | 3 | 3  | 18 | -15 | 0 |

#### Grupo C
| Equipe         | J | V | E | D | GP | GC | SG  | P |
| -------------- | - | - | - | - | -- | -- | --- | - |
| Itália         | 3 | 2 | 1 | 0 | 16 | 5  | +11 | 7 |
| Uruguai        | 3 | 2 | 1 | 0 | 7  | 3  | +4  | 7 |
| Estados Unidos | 3 | 1 | 0 | 2 | 12 | 7  | +5  | 3 |
| Malásia        | 3 | 0 | 0 | 3 | 4  | 24 | -20 | 0 |

#### Grupo D
| Equipe  | J | V | E | D | GP | GC | SG  | P |
| ------- | - | - | - | - | -- | -- | --- | - |
| Brasil  | 3 | 3 | 0 | 0 | 31 | 5  | +26 | 9 |
| Bélgica | 3 | 2 | 0 | 1 | 13 | 10 | +3  | 6 |
| Irã     | 3 | 1 | 0 | 2 | 12 | 13 | -1  | 3 |
| Cuba    | 3 | 0 | 0 | 3 | 3  | 31 | -28 | 0 |

## Segunda fase

### Grupo E
| Equipe  | J | V | E | D | GP | GC | SG | P |
| ------- | - | - | - | - | -- | -- | -- | - |
| Espanha | 3 | 3 | 0 | 0 | 8  | 2  | +6 | 9 |
| Rússia  | 3 | 2 | 0 | 1 | 9  | 4  | +5 | 6 |
| Itália  | 3 | 1 | 0 | 2 | 5  | 8  | -3 | 3 |
| Bélgica | 3 | 0 | 0 | 3 | 4  | 12 | -8 | 0 |

### Grupo F
| Equipe        | J | V | E | D | GP | GC | SG | P |
| ------------- | - | - | - | - | -- | -- | -- | - |
| Brasil        | 3 | 2 | 1 | 0 | 12 | 5  | +7 | 7 |
| Ucrânia       | 3 | 1 | 2 | 0 | 11 | 9  | +2 | 5 |
| Uruguai       | 3 | 1 | 0 | 2 | 10 | 14 | -4 | 3 |
| Países Baixos | 3 | 0 | 1 | 2 | 9  | 14 | -5 | 1 |

## Fase final
|  | Semifinais            | Semifinais            |   |                       | Final                 | Final |  |
|  |                       |                       |   |                       |                       |       |  |
|  | 6 de Dezembro de 1996 |                       |   |                       |                       |       |  |
|  | Brasil                | 6                     |   |                       |                       |       |  |
|  | Rússia                | 2                     |   |                       |                       |       |  |
|  |                       |                       |   |                       |                       |       |  |
|  |                       |                       |   |                       | 8 de Dezembro de 1996 |       |  |
|  |                       |                       |   |                       | Brasil                | 6     |  |
|  |                       | Espanha               | 4 |                       |                       |       |  |
|  |                       |                       |   |                       |                       |       |  |
|  |                       |                       |   |                       |                       |       |  |
|  |                       |                       |   |                       | Disputa de 3º Lugar   |       |  |
|  | 6 de Dezembro de 1996 | 6 de Dezembro de 1996 |   | 8 de Dezembro de 1996 | 8 de Dezembro de 1996 |       |  |
|  | Espanha               | 4                     |   | Rússia                | 3                     |       |  |
|  | Ucrânia               | 1                     |   |                       | Ucrânia               | 2     |  |

### Ficha técnica da final
|  | Espanha                                                       | 4 – 6                    | Brasil                                                                                              | Palau Sant Jordi, Barcelona                                    |
|  | Pato 16′03″ · Serginho 21′05″ (g.c.) · Vicentín 26′07″ 39′09″ | Ficha Técnica Reportagem | Danilo 8′01″, 23′06″ · Choco 16′02″ · Márcio 18′04″ · Vander Iacovino 37′08″ · Manoel Tobias 39′10″ | Público: 15,500 Árbitro: Perry Gautier Assistente: Li Zhizhong |

| Espanha | Brasil |

| ESPANHA:        |    |                |        |
|                 |    |                |        |
| GK              | 1  | Jesús Clavería |        |
| FIXO            | 2  | Julio García   |        |
| ALA             | 3  | Javi Limones   |        |
| ALA             | 4  | Fran Torres    |        |
| ALA             | 5  | Vicentín       | 33′11″ |
| FIXO            | 7  | Pato           |        |
| ALA             | 8  | Lorente        |        |
| ALA             | 9  | Javi Sánchez   |        |
| PIVÔ            | 10 | Paulo Roberto  |        |
| PIVÔ            | 11 | Antonio Adeva  |        |
| Não Utilizados: |    |                |        |
| GK              | 6  | Joan           |        |
| PIVÔ            | 12 | Juanjo         |        |
| Técnico:        |    |                |        |
| Javier Lozano   |    |                |        |

| BRASIL:         |    |                 |    |
|                 |    |                 |    |
| GK              | 1  | Serginho        |    |
| FIXO            | 3  | Márcio          |    |
| ALA             | 4  | Vaguinho        | 3' |
| ALA             | 5  | Manoel Tobias   |    |
| ALA             | 6  | Fininho         |    |
| ALA             | 7  | Sandrinho       |    |
| FIXO            | 8  | Danilo          |    |
| PIVÔ            | 10 | Choco           |    |
| PIVÔ            | 12 | Vander Iacovino |    |
| Não Utilizados: |    |                 |    |
| GK              | 2  | Bagé            |    |
| ALA             | 9  | Clóvis Simas    |    |
| PIVÔ            | 11 | Djacir          |    |
| Técnico:        |    |                 |    |
| Takão           |    |                 |    |

## Premiação
| Vencedor       |                    |
| -------------- | ------------------ |
| BRASIL Campeão |                    |
| Vice-campeão   | Espanha            |
| 3º lugar       | Rússia             |
| 4º lugar       | Predefinição:UCRfs |